# タイムトラベラーズ
『タイムトラベラーズ』（TIME TRAVELERS）は、レベルファイブから発売されたニンテンドー3DS / PlayStation Vita / PlayStation Portable用ゲームソフト。

## 概要
18年前の大災害から驚異的な復興を遂げた、2031年の東京が舞台。新道みことに導かれた5人の主人公たちが、東京消滅をもくろむ謎のテロリスト・スケルトンに立ち向かっていくストーリーである。
本作はタイムトラベルをテーマとした作品であり、ゲームでは当たり前の要素である『失敗しても戻ってやり直せる』ということに設定上の説明を付けている。
2010年秋の「LEVEL5 VISION 2010」でタイトルと、プラットフォームがニンテンドー3DSと発表された。後に2011年秋の「LEVEL5 VISION 2011」で、ニンテンドー3DS、PlayStation Vita、PlayStation Portableの3機種で発売されることが明かされる。
ディレクター、シナリオ、音楽が『428 〜封鎖された渋谷で〜』(以下『428』と表記)と同一であることからファンサービスとして、同作の約20年後の時間軸となっている。同時進行で進む複数の主人公の視点から物語を読み込んでいくスタイルや、舞台が渋谷に統一されている点も『428』と同様。最も違う部分は実写ではなく、フルモーションの3Dアニメーションを用いていることである。
また、コラボレーションの一環として『428』に登場するタマの着ぐるみや「ダンガンロンパシリーズ」に登場するモノクマがぬいぐるみとして本作に登場。また『スーパーダンガンロンパ2 さよなら絶望学園』には本作のポスターが掲出されている。それ以外にもタイムトラベルを題材としたSF作品のオマージュが随所に盛り込まれている。
長大な物語を読みたいアドベンチャーファンではない「普通の人」へのアプローチのために、プレイ時間は『428』の半分になるように計算されている。しかし結果としてユーザーから「短い」と指摘を受け、イシイは「『428』と『タイムトラベラーズ』の間に境目があった」と自己分析している。

## システム
本作のシステムは『428』のザッピングよりも簡略化されており、基本的にはストーリーは一本道で続いていき、試行錯誤が必要になるのは終盤のみであり、小学校高学年～中学生くらいの低年齢層のユーザーでもプレイしやすい形になっている。
タイムトラベルチャート
いわゆるフローチャート。各主人公の切り替えや、過去(読み進めたストーリー)に戻ることができ、選択肢などの変更が可能。
本作では、主人公がなぜ過去に戻って選択をやり直せるのかということにストーリー上の説明がなされている。
本作では、序盤は自動的に主人公の切り替えが行われるため、『街 〜運命の交差点〜』や『428』に比べて一本道のストーリーを読み進めていく感覚に近い。『428』と同じ形式の主人公選択画面が表示されるのは、終盤の「18時以降」になってからであり、より複雑になるのは19時に入ってからである。
TIME STOP(タイムストップ)
いわゆるバッドエンド。主人公の身に何らかのトラブルが起き、ストーリーが中断してしまった状態である。こうなった場合、タイムトラベルチャートを使って選択肢を正しいものに選び直すか、PCEを成功させるかすれば「TIME STOP解除」と表示され、ストーリーが読み進められることができる。
各主人公のストーリーは互いに影響を受け合っているため、どの主人公のどの選択がTIME STOPの原因になっているのかを推理する必要がある。ただし、終盤までは（選択ミスやPCE失敗の場合を除いて）TIME STOPに遭遇すると、その原因となるシナリオに自動的に切り替わり、正しい選択肢を選ぶ流れになっているため、推理が必要な場面は多くはない。
TIME LOCK
ストーリー終盤から追加される要素。ある主人公のストーリーが突然「TIME LOCK」と表示され、読み進められなくなることがある。その場合、別の主人公に切り替えてストーリーを一定まで読み進めると解除される。『街 〜運命の交差点〜』のザッピング、『428』のJUMPにあたるシステムは存在せず、他シナリオでの選択でのみ解除される。
PCE(プレイングシネマイベント)
ストーリーに時折挿入される、主人公を操作するイベント。画面に表示された一定の操作を成功させることでクリアできる。
失敗すれば「TIME STOP」となりストーリーが中断する場合がある。また1度成功すれば2度目以降はキャンセルできる。
TIPS(ティップス)
作中のテキストで青く表示された単語のこと。これを選択するとその単語の詳しい情報が閲覧できる。一般的な情報は虫眼鏡のマークが付き、本編中の設定を説明するものには「タイムトラベラーズ」のロゴマークが表示される。
一度表示されたTIPSは、メインメニューの「TIPSリスト」にていつでも閲覧できる。
本編クリア後はゲーム制作時の裏話や、作品の裏設定が読める赤い表示のTIPSが追加される。
タイムトラベラーズフォン(TTフォン)
本編クリア後に解放される要素。プレイヤーは男子高校生という設定で、2002年の過去に繋がった電話から新道みことと同じ容姿の少女「みこと」とコミュニケーションをとり、ストーリーを進める。
TTフォン内の時間はゲーム機本体の時計と連動しており、みことも時間に応じて生活を送るため、彼女が電話に出られる状況でのみコミュニケーションが可能。日時や時間帯、プレイヤーの選択などに応じて様々なイベントが用意されている。特定のイベントを起こすことでメインのストーリーが進行するが、ストーリーを無視してみこととの交流を深め続けることも可能。
ただし、取り返しのつかない選択ミスをしたり一定期間以上みことに連絡を取らないと時間間通信に深刻なエラーが発生し、みことと連絡が取れなくなり、それまでの進行状況をリセットして最初からやり直さなければならなくなる（ゲームオーバー）。ゲーム機本体の時計をセーブ時より前に設定してもエラーが起こる。
ストーリーを最後まで進めるとある重大な事実が判明し、その後の決断によってTTフォンが終了し、エンディングとなる。以後はみこととの連絡は取れなくなり、過去の交流の記録を再生することのみが可能に。

## ストーリー
2013年の東京。ある科学者たちによる「クォンタムエネルギーによる重力場制御実験」により、帝都大学の研究施設シリンダーラボの上空に突如現れた大穴。後に「ロストホール」と呼ばれるその穴は、発生直後に東京に甚大な被害を与え、多くの犠牲者を出した。その事故原因は不明とされ、ロストホールが現れた研究施設は極秘裏に閉鎖された。
それから18年後の2031年4月28日。驚異的なスピードで復興を遂げた東京には、巨大な宇宙エレベーターがそびえ立っていた。渋谷の街を舞台に、同じ時間帯に複数現れる謎の少女《シンドウ ミコト》を中心に、5人の主要人物たちの行動が互いにリンクしながら物語は紡がれていく。
(ここでは、ゲーム本編での現実時間の「新道みこと」と区別するため、2周目以降のタイムトラベルして活動している彼女を「ミコト」とカタカナで記述し、みことが着ぐるみで活動している際には「タマ」と記述し、2031年生まれの別時間軸のみことは「美命」と漢字で記述する。)

### タイムトラベラーズ編
14時
警視庁刑事部の捜査一課緊急出動班（通称「ESS」）所属の刑事 神谷壮馬は、妻と子を誘拐した犯人の指示に従い、渋谷の街を走り回っていた。同刻、テレビ局「テレビファイブ」の新米アナウンサー 伏見雛は、バラエティー番組ばかりの自分の仕事の行く末で悩んでいた。
テロリストの仲間だと警察に疑われた神谷は、警察に逮捕されるもテロリストの一味が護送中のパトカーを襲い、再び逃走して誘拐犯の指定したバスに乗り込む。そこで、さきほど時限爆弾を道路に置いていたフードの少女 (ミコト)が、ドクロ仮面の運転手と共にバスジャックを決行し、「テレビファイブへの爆破テロ」をするために神谷に協力を迫る。車で追跡していた伏見の協力もあって、神谷は爆破テロを阻止する。
15時
過去にドクロ事件のあった緑ヶ丘高校へと取材へ向かった伏見は、そこで科学部部長の女子校生新道みことに出会い、アングラ動画サイト「ネットリークス」のロゴマークが『ドクロ仮面』に似ていると聞き、サイト管理者である只野英雄の会社に向かう。
一方、フードの少女と共にテレビファイブの資料庫でビデオテープを発見した神谷は、ESS専任管理官・沢木が家族の誘拐に関わっていることを知る。沢木によって呼び出された先で、ドクロ仮面を被り銃を持った手下たちに取り囲まれ、絶体絶命のピンチの神谷たちの前に、謎の美女アービター・ペトロニウスが現れ、瞬く間に返り討ちにしてしまう。
16時
テレビファイブに戻った伏見は、ミコトから渡されていたビデオテープを視聴する。その中身は、キャスターだった伏見の父親伏見明によって暴かれた、18年前の『ロストホール事件の真実』であった。そして、その重力場制御実験の失敗を隠蔽していた「政済界の5人の重鎮たち」のうち4人までが、テロリストによって殺害されていることが判明する。
神谷は人質にされていた妻と息子を取り戻すが、沢木たちテロリストに拉致されていた内閣総理大臣緒方首相を殺害されてしまう。その直後、「お前は何を失った？」という電波ジャックのメッセージと共に、謎のカウントダウンがゼロとなり、テロリストにより宇宙エレベーターが爆破。その振動により、神谷の息子が落下してしまう。
17時
リアルライフヒーロー『ルサンチ☆マン』として活動している30歳のニート犬山かけるは、テロで混乱する中で人命救助を開始する。だが、かつての高校時代の旧友 本間春人がテロリストして現れ、ミコトを連れ去るために友人のナパと恋人のちーちゃんを手にかける。
沢木と対峙した神谷は銃撃戦に勝利するも、沢木は拳銃の引き金を自ら引いて自決してしまう。その後、神谷の前に現れたミコトは、「18年前のロストホール事件の中心地で生き残った《5人のタイムトラベラー達》は、生命の危機において無意識に時間を巻き戻して書き換える力がある」ことを告げ、力を合わせてテロリストに立ち向かうよう訴えるのであった。
一方、テロリスト達が起こしている事件が局上層部によって隠蔽され、真実が報道されない事に納得できない伏見は、テレビ局を退職して、只野の「ネットリークス」上で真実を追求していくことを決める。カメラマン蔵元と共にシリンダーラボに乗り込んだ伏見は、テロリスト達の黒幕スケルトンと対峙する。
18時
息子を拘束された場所で、全日本電力ビル爆破を予告され、神谷は「息子の命」と「500人の命」のどちらかを選択することになる。ルサンチ☆マン達は、そのビルの地下に仕掛けてあった爆弾を解除し、それを知ったミコトが神谷の命を助ける。一方、究悟の研究助手の篠原桃香がスケルトンの仲間であったことが判明するが、そこにアービターが現れて事なきを得る。
みことの幼馴染の少年・深瀬有理は、再びシリンダーラボの地下に侵入するが、スケルトンの幹部だった同級生 小暮修一郎に拘束され、みことが拉致される。みことを助けた矢先に、修一郎はみことに告白するが、そこに緑ヶ丘高校教師の糸山純子が現れ、修一郎と雅人を拳銃で撃つ。有理は一人で、糸山の後を追ってシリンダーラボの最深部へと侵入する。
インタビューを申し込んだ伏見に対して、スケルトンは「自分をさらけ出せ！」と迫る。伏見は「付き合っている人」がいることをカメラの前で告白し、自分は人形ではなく人間であると訴える。それを聞いたスケルトンが仮面を外すと、そこには伏見のよく知る顔があった。自分が付き合っていた相手、甲斐 駿介こそがスケルトンの正体だったのだ。
そんな中、本間とルサンチ☆マンの戦いが始まる。本間による一方的な攻撃が続く中、ヒーロー仲間たちや死んだと思われていたちーちゃんやナパ達が応援に駆けつけ、ルサンチ☆マンは勝利する。そして、静脈認証を突破した5人のタイムトラベラー達が集い、東京消滅を防ぐための『最後の戦い』が始まるのであった。
19時
ルサンチ☆マンたちと、有理たちの2組に分かれて最深部に突入する。特別介入部隊SIFによる鎮圧が開始され、テロリストを排除していく。一人、また一人とタイムトラベラーズ達の中から犠牲者が出ていく中、なぜかタイムトラベルが発生しないまま、伏見たちは甲斐駿介のもとへと辿りつく。他国のエージェントである糸山を撃退し、甲斐によって『ロストホールの真実』が語られる。
シリンダーラボの中枢ではクォンタムエネルギーが生まれ続けており、もうすぐ暴走した結果、時空間に穴が開いて、その瞬間が可視化されたものこそが「ロストホールの正体」であること。なんらかの過程でERブリッジが形成され、予期せぬ形でタイムマシンが完成し、2013年と2031年が繋がり、2031年のクォンタムエネルギーが2013年に跳んでロストホールが起きたという。そしてこの世界の人々は、2013年から2031年までの時間を無自覚にループして繰り返しているという。
甲斐は、発生し続けるエネルギーに向けて、蓄積されたクォンタムエネルギーをぶつける事で、重力破壊を起こしてロストホールを強制的に閉じ、過去のロストホール事故を防ごうとしていたのだ。それによって現在の間違った歴史を本来の歴史に修正しようとしていた。だがそれはロストホール事件以降の18年間の消失を意味し、現れた5周目のミコトは今の世界に生きる人々の想いを無かったことにするのかと訴えるも、甲斐は「このタイムラインに未来はない」と言い放ち、マシンを起動する。
しかし、究悟は「今の俺は世界が永遠に繰り返す事を臨む」と告げ、甲斐にある仮説を告げる。甲斐は動揺するが、その直後にSIFが突入してくる。伏見は過去へと跳ぶことを決意し、甲斐はミコトを守って戦いながらマシンを作動させるのだった。そしてミコトはまたしても時間を超える。

### タイムトラベラー編
13時
6回目のループをすることになったミコトは、実の父親は「甲斐駿介」であり、母親が「伏見雛」であることを知る。雛は現在妊娠しており、自ら進んで過去にタイムトラベルして、自身を含む過去の5人の主要人物たちを助けた後に、事故の倒壊により植物状態となり出産していたのだ。
そして、もし世界をあるべき姿に戻せば、雛が過去にタイムトラベルせず、「2013年生まれのみこと」が生まれなくなることを意味していた。それは、今の自分の存在がリセットされ、有理とも幼馴染の同級生ではいられなくなり、思い出さえもなくなる。
15時
ミコトは学校の屋上で、有理に「キスしよう」と持ち掛けるが、「やっぱり、やーめた」と話をはぐらかす。それは、5周目で告白した直後に亡くなってしまった有理への2度目の告白であり、この歴史の有理との「別れの挨拶」だった。
19時
アービターと共にシリンダーラボに潜入したミコトは、保管器に入って対消滅エネルギーで時空に干渉しようとする。神谷やルサンチ☆マンがタイムリープせず亡くなっているのは、「彼らが望んだ選択だから」という説明をアービターから受ける。そして世界を元に戻せば、これまでの知人との関係性がすべて変わってしまうことを知る。
SIFとの戦闘により、ロボットであったアービターが破壊されてしまう。ミコトは一人で保管器に侵入して、「世界を改変して元に戻す」かどうかの選択を迫られる。(ここで改変しなかった場合、バッドエンドへと進みENDLESSとなる)
2049年4月28日
修正された歴史では有理は36歳で大学教授となっており、甲斐美命は2031年生まれの18歳で、帝都大学沖縄校でタイムトラベル研究に打ち込んでいた。そこに『どこでもドア』のような扉と共に、アービター・ペトロニウスが現れて「18年後に美命が私を作る」と告白し、「最後のピースをはめに行くぞ」と過去へのタイムトラベルを促す。
2013年4月28日
36年前の別のタイムラインにタイムトラベルした2人は、シリンダーラボの実験室で倒れている雛の腕に、腕時計（後に新道みことに受け継がれるタイムマシン）を付けて立ち去るのであった。

## 登場人物

### 主要人物
神谷 壮馬（かみや そうま）
声 - 宮内敦士
『刑事編』の主人公。33歳。警視庁刑事部捜査一課緊急出動班（通称「ESS」）所属。階級は巡査長。
どのような状況でも生還してくることから、「不死身の男」と呼ばれている。だが、それは死の淵に立ったときに、「タイムトラベラー」としての能力が自覚なしに働いていたことに起因していた。
誘拐された妻子を救うべく、犯人の指示に従いテロリストの片棒を担ぐことになるが、当初はテロリストの仲間だと思っていた「4周目のみこと」と共に協力して、誘拐犯を追うことになる。
伏見 雛（ふしみ ひな）
声 - 新谷良子
『キャスター編』の主人公。24歳。大手テレビ局「テレビファイブ」に勤務する女性アナウンサー。バラエティで人気を集めているが、本人はニュースキャスターを目指しており、今の仕事に少なからず不満を持っている。
プロデューサーから、スクープを取ってくればニュース番組に抜擢するという約束を持ちかけられ、スクープのために奔走する。しかし、バスジャック犯によるテレビファイブへのテロを目撃したことで、ドクロ仮面の事件の真相解明をしようと動くようになる。
物語終盤において、テロリストの親玉であるスケルトンの正体が、付き合っていた恋人の「甲斐駿介」であることが判明し、激しく動揺する。だが、自らが甲斐を止めようとシリンダーラボの最深部へと、他のタイムトラベラー達と共に侵入する。そこで、甲斐と伏見雛の子供こそが「みこと」であることが判明。甲斐による転移装置によって、自ら過去へとタイムトラベルを行う。
過去のロストホール事故時に倒壊したシリンダーラボ内において、若き日のタイムトラベラー達5人を救った女性こそが「伏見雛」であり、雛は倒壊によって植物状態になりながら「みこと」を産んでいる。
みことにより世界の修復後は、過去にタイムトラベルすることがなくなり、2031年に娘の美命を出産した。そのため、美命は有理とは幼馴染でも同級生でもなくなり、大学教授とその生徒という関係になっている。
深瀬 有理（ふかせ ゆうり）
声 - 細谷佳正（小学生時代 - 瀧本富士子）
『高校生編』の主人公。18歳。緑ヶ丘高校3年生。科学部部員で、学業スポーツともに学年トップの優等生。みこととは幼馴染で、破天荒な彼女の行動に振り回されることがしばしば。普段は笑顔を見せることは少なく「クールで知的」と「地味で根暗」と両極端な評価を受けている。
アメリカンジョークを使ったコミュニケーションに自信を持っているが、いつも心の中だけで終わっており、実際にみことに受けたことはない。
18年前のシリンダーラボでの実験では、赤ん坊だった際に事故に遭っており、その際に助けてくれた人物が亡くなってしまったことがある種のトラウマとなっている。
本編のエンディングにおいて、36歳になった有理は帝都大学の教授になっており、18歳の美命は教え子という関係になっている。
新道 究悟（しんどう きゅうご）
声 - 平田広明
『詐欺師編』の主人公。38歳。みことの父親。自称「天才物理学者」で、自分のことは「博士」と呼べと言う。タイムマシン研究のための資金と称し、多額の金を投資させており「詐欺師」と言われることも。その言動は飄々としており、他人に本心を明かすことは少ない。「俺は未来の出来事を知っている」と嘯く場面も。
ルサンチ☆マン / 犬山 かける（いぬやま かける）
声 - 丸山壮史（小学生時代 - 優希）
『ルサンチ編』の主人公。30歳。本名は「犬山 かける」。ヒーロースーツを身に纏い、精力的に渋谷の街のパトロールを行っているリアルライフヒーロー。正義感は強いが、力は強くないため返り討ちにあってしまうことがほとんど。
毎月20万の仕送りを親から受けていたが、30歳の誕生日を境に仕送りを打ち切られてしまう。その直後に恋人にもフラれてしまい、真剣に就職しようと考えるようになる。その後、芸能事務所への就職面接に挑むが、そこでちーちゃんが芸能人を目指すためレッスンを受けていたことが判明。その直後にテロが発生して、避難者のために活動する中で、テロリストによるビル爆破を阻止し、シリンダーラボへと侵入することになる。
シリンダーラボに突入後、タイムトラベラー達と共にテロリストの犯行を防ごうとするが、銃撃により腹部を撃たれ、SIFの追撃を阻むためにテロリストの爆弾を自ら起動させて爆死する。この際、自らの選択により死を選んだため、タイムトラベル能力は発動しなかった。
ルサンチマンの意味は、恨みの念。ニーチェの用語では、「強者に対し仕返しを欲して鬱結した、弱者の心」を指す。
新道 みこと（しんどう みこと）
声 - 沢城みゆき（小学生時代 - 半場友恵 / 子供時代 - 佐々木りお）
ストーリーのカギを握る中心的人物。新道究悟の娘で深瀬有理とは幼馴染。緑ヶ丘高校3年生で、科学部の部長を務めている。性格は明るく思いやりがある一方で、行動的で男勝りな面もあり周囲の人間を振り回すことも多い。
同じ時間にまるで複数人存在するかのように様々な場所に現れ、その時々で態度も服装も異なっている。複数の主人公に関わり、時に彼らと行動を共にし、時に彼らに守られ、時に彼らを導く。
母の形見の腕時計の力により、時間を跳躍することができる。上記のタイムトラベラー達と異なり、時間の巻き戻しではなく本当に時間を移動できる正真正銘のタイムトラベラー。複数人居るように見えるのは何度も時間を遡っているためである。ゲーム本編の時点で既に複数のループを経験しているため、計5人のみことが同時に存在する事態になっている。本作の真の主人公と言える存在で、ストーリーの最後は彼女を主人公とした『タイムトラベラー編』で完結する。
当初は事件やタイムトラベルについては何も知らず、有理らと共に本来の時間を過ごしていたが、2031年4月28日19時に腕時計が作動して数時間前へ転移させられる。それでも最初のうちは時間を遡った自覚はなかったが徐々に事態を理解し、状況の打開へと動き出すも失敗しては19時に過去に遡るループを繰り返している。最後は自らの存在と引き換えにロストホールの起こらない本来の歴史へと修正し、「2013年生まれの新道みこと」としては消滅した。
甲斐 美命（かい みこと）
修正された歴史におけるみこと。ロストホール事件は発生しないため、2031年に甲斐美命として生まれ、父・甲斐駿介と母・甲斐雛(伏見雛)によって育てられた。父の才能を受け継いだように優れた頭脳を持ち、2049年には有理の教え子として帝都大学沖縄校でタイムトラベルの研究に勤しんでいる。改変前の父親である新道究悟は、「父の同僚」という位置づけに改変されている。
名前は漢字で書くと「美命」だが、作中ではひらがなで表記されている。ゲームのタイトル画面では、1～5周目の「5人のみこと」が描かれている。
| 周回   | 服装                                         | 備考                                                                                 | 行動 |
| ------ | -------------------------------------------- | ------------------------------------------------------------------------------------ | --- |
| 1周目  | ブレザー制服 マフラー                        | 現実時間のみこと。 タイムトラベルについて知らない。                                  | 有理や科学部のメンバー達と行動していた。 雛のインタビューに応じた。 科学研の皆とシリンダーラボに侵入した。 |
| 2周目  | ブレザー制服[注 7] ダウンジャケット マフラー | 1周目の記憶については、夢かデジャブだと思っていた。                                  | 究悟と行動して円城から逃げていた。 円城の人質になり、ギャンブルを見ていた。 究悟の車でシリンダーラボに向かった。 |
| 3周目  | ブレザー制服のみ                             | ようやく事態を把握して、メールの指示を元にルサンチ☆マンと接触していたが失敗。        | シリンダーラボの屋上に立っていた。 ルサンチ☆マンと接触していた。 道で倒れていたが、ルサンチ☆マンに助けられた。 地下の爆弾解除をルサンチ☆マンから聞いた。 |
| 4周目  | ブレザー制服 緑のコート                      | テロリストの動向を調べるべくドクロの仲間となり、神谷に接触していたが失敗。           | 渋谷の交差点で時限爆弾を置いた。 バスジャック犯となり神谷と接触した。 神谷と共にビデオテープを見た。 拘束されていた陽太を助け、神谷から陽太を託された。 |
| 5周目  | 黄色いベスト[注 8] タマの着ぐるみ            | 4周目までの問題を解決するため、色々と動いたが失敗。                                  | ビデオテープを言伝して警備員室で寝ていた。 その後、タマの着ぐるみを着用。 雛と接触してビデオを見るよう告げた。 自動車の神谷に、速水と鯉村のことを教えた。 倒れている自分を、ルサンチ☆マンに教えた。 学校の裏庭からシリンダーラボに侵入した。                                                         |
| 6周目  | 黄色いベスト 有理の制服の上着[注 9]          | タイムトラベラー編。 5周目までの問題を解決していき、世界改変するかの選択を迫られる。 | シリンダーラボに転送された。 1周目のみことに指示メールを送った。 父が甲斐駿介、母が伏見雛であると知った。 屋上で有理にキスを迫り、途中ではぐらかした。 野中刑事に電話した。 面接前のかけるにカードキーを渡した。 アービターと共に、シリンダーラボに潜入した。 ラボ最深部の保管器にて世界を修正した。 |
| 2049年 | エメラルド色の服 メガネ                      | 修正された世界の甲斐美命。(2031年生まれの18歳で帝都大生)                             | 深瀬教授に英語の論文メールを送った[注 10]。 2013年の雛に腕時計を着けた。 |
アービター・ペトロニウス
声 - 東條加那子
謎の美女。拳銃の扱いと格闘の腕は超一流。みことの味方を自称しているが、神谷には辛辣にあたる。
どら焼きが好物らしく、「こんな美味しいもの他にあるか？」と答えている。髪の色や服装などはブルーであり、ベルのモチーフの赤いペンダントをしており、ドラえもんのオマージュとなっている。尻尾にあたる部分にある赤い玉を引っ張ると機能停止するのも同様。
その正体は、ロストホール事件が起こらなかった元の歴史において、2067年に36歳の甲斐美命が造った人型ロボットである。帝都大のレーザーリング・タイムマシンを使って、異なる歴史のみことを助けにきた。
4周目において、みことと共に神谷を助けた。2周目において、究悟に数式を教えた。6周目において、みことの父が甲斐駿介、母が伏見雛であると教えた。
『TTフォン編』にも最終盤に登場し、プレイヤーにTTフォンの真実と「みこと（里見まこと）」の正体を告げ、世界を成り立たせるために交信をやめるように訴えた。プレイヤーがそれを受け入れてまことに別れを告げると、せめてもの礼としてまこととの交流の記録を送った。
スケルトン / 甲斐 駿介(かい しゅんすけ）
声 - 東地宏樹
東京消滅をもくろむテロリスト集団のリーダー。顔の半分をドクロのメイクで隠しており、その真意は計り知れないが、聡明な雰囲気も漂わせている。その正体は、ゲーム冒頭のプロローグにて新道と共にタイムトラベル実験を行っていた天才物理学者の甲斐駿介である。元の歴史では伏見雛の恋人で、ロストホール事件が起きたタイムラインにおいてもホームレス暮らしをしていた頃に雛と恋人になっている。修正された歴史においてはロストホール事件もテロも起こすことなく、雛との間にもうけたみこと（美命）の父親になっており、美命の苗字も「甲斐」となっている。
自称「天才科学者」の究悟曰く、「天才を超える天才」とのこと。

### 刑事編
野中 譲二（のなか じょうじ）
声 - 谷昌樹
神谷の先輩刑事。45歳。ESS捜査班長で階級は警部補。神谷がテロ組織に内通しているという情報を聞き、冷静に彼から話を聞こうとする。
沢木 深（さわき しん）
声 - 成田剣
ESS専任管理官。43歳。階級は警視。冷徹な性格で、神谷とは行動方針の違いで対立することが多いが、その実お互いを信頼し合っている。悪を激しく憎む激情家の面も持っており、マル暴時代は「どっちがヤクザが分からない」と言われるほど過激な捜査を行っていた。
序盤にテロリストに協力していることが判明し、神谷の妻と息子を人質にして脅迫するようになる。
神谷 晴美（かみや はるみ）
声 - まつだ志緒理
神谷の妻。33歳。何者かによって誘拐された。現在お腹の中に第二子を妊娠している。もともと、殉職してしまった同僚の光岡の妻であり、光岡の最後の頼みから面倒を見ているうちに交際へと発展して、出会って3年後に結婚に至った。
神谷 陽太（かみや ようた）
声 - 石田嘉代
神谷の義理の息子。10歳。何者かによって誘拐された。もともと、殉職してしまった同僚の光岡の一人息子であった。

### キャスター編
蔵元 源（くらもと げん）
声 - 咲野俊介
「テレビファイブ」報道部に所属するカメラマン。45歳。雛の取材に撮影として同行する。信頼できるパートナーは名前で呼ぶという信条があり、当初は、雛のことを「伏見」と呼ぶ。雛の父親「伏見明」とは、昔コンビを組んで取材をしていた。
北条 百合華（ほうじょう ゆりか）
声 - 新井里美
雛の先輩である女性アナウンサー。28歳。性格は高飛車。年齢的に後輩から仕事を奪われることが多くなってきている。雛には色々とアドバイスや世話を焼いている一方で、他の女子アナのスキャンダルを探して次々とライバルを追い落としている一面もある。
実はスケルトンの仲間として裏で活動していたが、ここまで大規模なテロ活動をするものとは思っていなかった。雛に自分が関与していることを告白するも、冗談だと取られた。その後は、テレビ局の配信ルームに立てこもりネットリークスの配信を流すなど、贖罪のため雛の手助けをしている。
高井戸 盛人（たかいど もりと）
声 - 落合弘治
「テレビファイブ」報道部プロデューサー。34歳。最近バラエティから異動。雛にとってはバラエティ時代の上司にあたる。性格は利己的な小心者で、他人に手柄を平然と横取りすることもある。局内の政治にも平然と従い、部下にはパワハラ・セクハラじみた言動も平然と行う。新道究悟とは知人であり、局内の予算を使って研究費を融通している。色仕掛けに弱い。
只野 英雄（ただの ひでお）
声 - 佐藤せつじ
アングラ動画サイト「ネットリークス」運営者。30歳。既存のマスコミに対して不信感を持っており、「真実はネットにしかない」と主張する。高校時代にクラスメイトからイジメに遭っていたが、犬山かけるに助けられた過去があった。
伏見 明（ふしみ あきら）
伏見雛の父親。本編においては故人。取材の末、現場責任者だった甲斐に接触した明は、18年前の「ロストホールの真実」に肉薄する。だが、取材テープは政治家ルートからの圧力により闇に葬られる。全番組から降板させられ、失意から酒に溺れた明はテレビファイブを退職後、まもなく肝硬変によりこの世を去る。享年44歳。
死の間際に、雛に「ニュースキャスターになって、『ロストホールの真実』を世に報道してほしい」と言い残し、これが雛がテレビファイブに入社した理由となった。

### 高校生編
小暮 修一郎（こぐれ しゅういちろう）
声 - 中川慶一
緑ヶ丘高校生徒会長。科学部部員。性格は真面目。みことに対して恋愛感情を抱いている。
科学部のメンバー達と共に、シリンダーラボに侵入する。そこで、実はスケルトンの仲間としてテロに加担していたことが判明する。
中山 雅人（なかやま まさと）
声 - 興津和幸
緑ヶ丘高校生。科学部部員。髪を金髪に染めている。性格はお調子者。ハッキングが得意。
科学部のメンバー達と共に、シリンダーラボに侵入する。
糸山 純子（いとやま じゅんこ）
声 - 田中理恵
緑ヶ丘高校教師。科学部の顧問を務めている。生徒たちからは「糸ちゃん」と呼ばれ親しまれている。大事なことを言うときは一文字ずつ切る癖がある。
実は、某国のスパイとしてシリンダーラボに潜入していることが判明、拳銃でタイムトラベラー達を殺傷するが、ストーリー終盤においてラボ最深部から落下して死亡したものと思われる。

### 詐欺師編
篠原 桃香（しのはら ももか）
声 - 山田みほ
究悟の研究助手。29歳。国立大学院を卒業している才女。究悟を慕っており、密かに結婚資金を貯金している。
円城 義樹（えんじょう よしき）
声 - 浦山迅
格闘技の興行会社「円城エモーションエンターテイメント」(通称トリプルE)代表者。58歳。究悟の研究に対して3000万円を投資したが、すぐ返還することを求めている。無類のギャンブル好きで、自らカードゲームなどを考案することも。
目崎 要（めざき かなめ）
声 - 水内清光
「トリプルE」専務。45歳。円城の右腕として働いている。怒ると何を言っているのか聞き取れないほどに早口になる。
みことの母親
18年前のシリンダーラボの実験事故の際に、究悟を救助するも直後に頭に崩れてきた柱が直撃して、意識不明となる。その際に妊娠していることが分かり、意識不明のまま出産して数周間後に亡くなる。その赤ん坊が「みこと」であり、以後は究悟が娘として育てることになった。いくら調べても女性の素性は分からないままだったが、「研究所のセキュリティーを通過できる人物ではないか」と究悟に予想されている。その正体は2031年からタイムトラベルしてきた伏見雛。

### ルサンチ編
山吹 千里子（やまぶき ちりこ）
声 - 宍戸留美
ルサンチ☆マンの恋人。30歳。派遣社員のOL。ルサンチ☆マンからは「ちーちゃん」と呼ばれている。甲斐甲斐しくヒーロー活動をサポートしていたが、30歳で定職に就かない彼に不安を感じ、別れ話を切り出す。実は、アイドルを目指してレッスンを受けていたことが判明する。
中盤にテロが起こり、本間に首を折られて倒れる。死亡したとものと思われていたが、ストーリー終盤にて首の怪我など無いかのようにルサンチ☆マンと本間の戦いに「ルサンチ☆レディー」のコスプレ姿で現れ、歌でルサンチ☆マンを応援した。
速水 護（はやみ まもる）
声 - 木内秀信
「青年マッハ」として活動しているリアルライフヒーロー。25歳。口調は丁寧で悪気はないが、思ったことはストレートに言う性格。ルサンチ☆マンを「師匠」と呼んでいるものの、彼に師事している訳ではなく、30にもなって定職にも就かない犬山を見るたびに下には下がいると安心する、という意味合いである。
アイドルオタクで、デジタル素材が普及した2031年においても未だに紙媒体にこだわっている。のめり込みやすいが飽きやすい性格で、一か月ごとにやりたいことが変わる。
鯉村 卓（こいむら すぐる）
声 - 下和田ヒロキ
「マジコンプレックス」として活動しているリアルライフヒーロー。32歳。住んでいたアパートを家賃の滞納で追い出されてからはネットカフェで生活している。体感型恋愛ゲーム『ラヴマックス』に没頭しており、しばしば現実世界をおろそかにする面がある。
ナパ・ポーパオイン
声 - 川原慶久
ルサンチ☆マン行きつけのコンビニ「ファイブレベルン」の店員。22歳。タイ出身のムエタイ選手で、格闘技団体「ムエタイトーキョー」のチャンピオン。時折ルサンチ☆マンにムエタイを教えている。なかば片言の棒読みではあるが、日本語を器用に話す。
本間 春人（ほんま はると）
声 - 乃村健次
ルサンチ☆マンの幼馴染み。筋骨隆々の大男。元々はルサンチ☆マンと同様にヒーローに憧れていたが、実家の酪農家が被災の風評被害により壊滅的な打撃を受けて両親が自殺したため、何も信じなくなった。好物は黒酢。
テロリストに協力しており、ムエタイのチャンピオンであるナパを圧倒する格闘能力を持っており、ナパとちーちゃんを手にかける。終盤、ルサンチ☆マンを戦う中で、幼馴染の犬山の正義を信じる心により、負けを認めて降伏する。その戦いの中で、亡くなったと思われていたナパとちーちゃんは、実は生存していたことが判明している。
田中 善雄（たなか よしお）
声 - 斎藤志郎
ホームレスの老人。82歳。若い頃はエトランゼ（フランス外人部隊）の戦闘工兵として、湾岸戦争にも参加していた。

## TTフォン編
本編クリア後に遊べるおまけモード。『ラブプラス』など本体の時計と連動してリアルタイムに交流する美少女ゲームのように、10年前のみことと「TT Phone」で会話することを楽しむゲームである。

### TTフォン編のあらすじ
主人公の少年は、とあるSNSサイトの情報を見て、流星が降り注ぐ夜空を見上げていた。すると、光をまとった「メモリーカード」が空から落下してくる。その中身を確認したところ、謎のファイルがあり、これが2002年にH2-Aロケットで打ち上げられたものだという事が判明する。
ファイルに書かれた帝都大学のホームページにアクセスしたところ、プログラムが自動的に起動し、10年前に存在しているひとりの少女の携帯電話に繋がってしまう。「里見まこと」と名乗ったその少女は、最初は10年後からの電話だと信じてもらえなかったものの、主人公は謎のアプリ『TT Phone』を介して、その少女と会話をしながら彼女との関係を縮めていく。
海や七夕、クリスマスや大晦日などのイベントを通して、主人公の会話の選択により、少女の容姿や言動などが左右されていく。

### TTフォン編の登場人物
主人公
TTフォン編におけるプレイヤーの立場で、設定上はタイムトラベラーズファンの男子高校生。空から落ちてきたメモリーカードに保存されていたファイルを調べたところ、帝都大学のサイトで謎のプログラムが起動して、2002年の少女「みこと（まこと）」と時を越えた通信を行うことになる。
やがて過去のニュース記事からまことが事故死する事実を知り、彼女に遠回しに警告して未来を変えるが、その直後に通信を送ってきたアービターから驚愕の真実を告げられる。
みこと / 里見まこと（さとみ まこと）
声 - 沢城みゆき
2002年の女子高校生。弓道部所属。プレイヤーと時を越えて交流を深めていく。新道みことと全く同じ外見かつ声も同じだが、2002年に居ることやその他にも様々な点が本編のみことと異なっている。作中でも「みこと」として扱われるが、彼女が初対面時にプレイヤーに名乗った名は「里見まこと」である。
その正体は最初に本人が語った通り、2002年の「里見まこと」であり、新道みこととは全くの別人。本来のまことは2002年に交通事故で死亡している。しかしプレイヤーが交信していたのは生前のまことではなく、2049年の帝都大学にある量子コンピューター内でシミュレーションされた架空のまことである。2049年の甲斐美命が送った「物質と情報の時間跳躍に関する考察」を記したメールが2031年の有理に届く際、丁度プレイヤーが量子コンピューターにアクセスしてしまい、みことの情報が2002年のデータと混濁を起こした。まことの容姿や声がみことのそれに変換されてプレイヤーに届いていたのはその為である。しかしプレイヤーが交信を続ける限り過去へのメールが届かず、結果として世界が現在の形を維持できなくなる。
プレイヤーが拾ったメモリーカードはまことの死後に彼女の両親や友人たちが打ち上げたものだが、それが10年後のプレイヤーの元に届いた理由は不明。交信終了後に何故かまことからプレイヤーに届いたメールには、プレイヤーによって死の未来が回避されたまことが後日H2-Aロケットにメモリーカードを乗せて飛ばす事と、それが時間と空間を越えてプレイヤーの元に届くからだと書かれている。
イベントに応じて服装が変わる他、プレイヤーの選択次第で髪型や性格も変化する。

## スタッフ
- ディレクター - イシイジロウ
- シナリオ - 北島行徳
- 音楽 - 坂本英城、サラ・オレイン（The Final Time Travelerの英語詞の作詞、ヴォーカル）。
- プロデューサー - 日野晃博

## 他作品のオマージュ

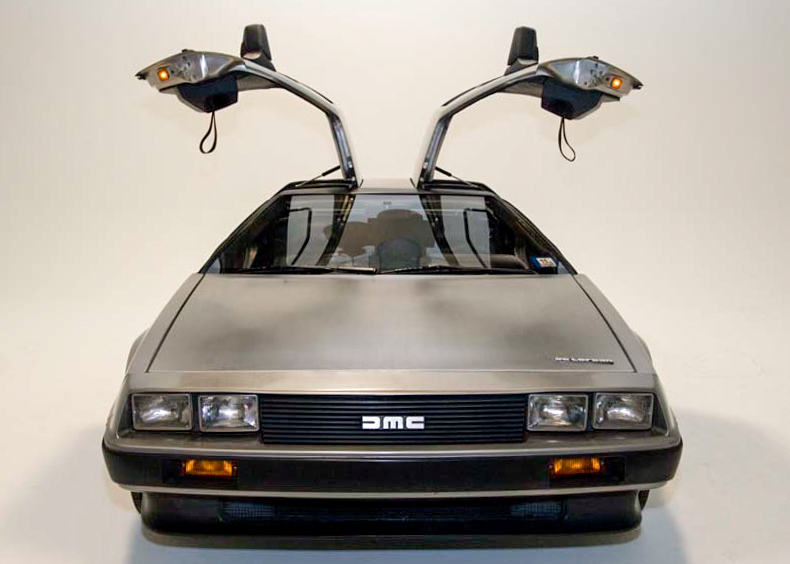
究悟の愛車として登場した、「デロリアン・DMC-12」。

本作には、他の名作タイムトラベル作品のオマージュやパロディーが存在している。これらについては、本編クリア後に解放される、「TIPS (裏話)」において説明されている。
『428 〜封鎖された渋谷で〜』
本作と同じ時間軸ということもあり、随所で『428』のネタがある。一例として、タマの着ぐるみに入った正体不明の少女というのは、『428 〜封鎖された渋谷で〜』のオマージュ。その他、御法川実の名前も出てくる。
『時をかける少女』
みことが過去へとタイムリープするのは、多くのタイムトラベラー物の作品と同様に『時をかける少女』のオマージュ。ちなみに、同作の1972年のテレビドラマ版のタイトルは『タイムトラベラー』であり、タイトルも酷似している。
イシイジロウと映画版『時をかける少女』の監督の大林宣彦との対談記事には、「タイムトラベラーズの原点は『時をかける少女』にあり!?」との記述もある。
『バック・トゥ・ザ・フューチャー』
「時速88マイルになると車が火を噴くあれですか？」と言うシーンがあったり、マーティーの着ていたような赤いジャケットをみことが着用していたり、ドクの着けていたサングラスを着けたり、『バック・トゥ・ザ・フューチャー』の自動車デロリアンが出てきてりしている。
『ドラえもん』
『ドラえもん』のオマージュは多く、セリフに「君の部屋の勉強机の引き出しから出てくる」と言うシーンがあったり、「どこでもドア」ぽいものが出てきたり、どら焼きを食べたりするシーンがあったりする。アービターのキャラクターデザインは、ドラえもんのオマージュである。
『ファイナルファンタジーX』
みことに強制してやらされる「笑顔の練習」のシーンは、『ファイナルファンタジーX』のオマージュ。また、同ミニゲームに失敗した際のバッドエンドは『冬のソナタ』および、ペ・ヨンジュンのオマージュ。
『ウルトラセブン』
『ウルトラセブン』の最終回に、主人公モロボシダンがアンヌ隊員に自分の正体を明かすシーンがある。その瞬間、2人の背景が光の光源へと変わり、シューマンの『ピアノ協奏曲イ短調54番』が流れてアンヌの感情を音で表現している。そしてモロボシダンはアンヌに別れを告げる。
このオマージュが本作でも存在しており、みことがルサンチ☆マンに「ルサンチ☆マンさんに憧れていたんです。二番目の恋人でもいい」と告白する、パロディーシーンに置き換えられている。
『ブレードランナー』
映画『ブレードランナー』にはいくつかのエンディングが存在するが、その中から初回公開版バージョンのエンディングのオマージュがある。
『夏への扉』
「夏への扉」は、タイムトラベルもののSF小説。「護民官ペトロニウス」という名の猫が出てくるが、これが本作の「アービター・ペトロニウス」の元ネタであり、猫＝ドラえもんというネタにも繋がっている。
『超時空要塞マクロス』
ルサンチ☆マンと本間とのバトルで、千里子がルサンチ☆レディーとして登場して歌うシーンは、『超時空要塞マクロス 愛・おぼえていますか』のリン・ミンメイのオマージュである。その後のルサンチ☆マンの決めゼリフ「正義が俺を呼んでるぜ」は、『マクロス7』のパロディーである。